# Лепбук

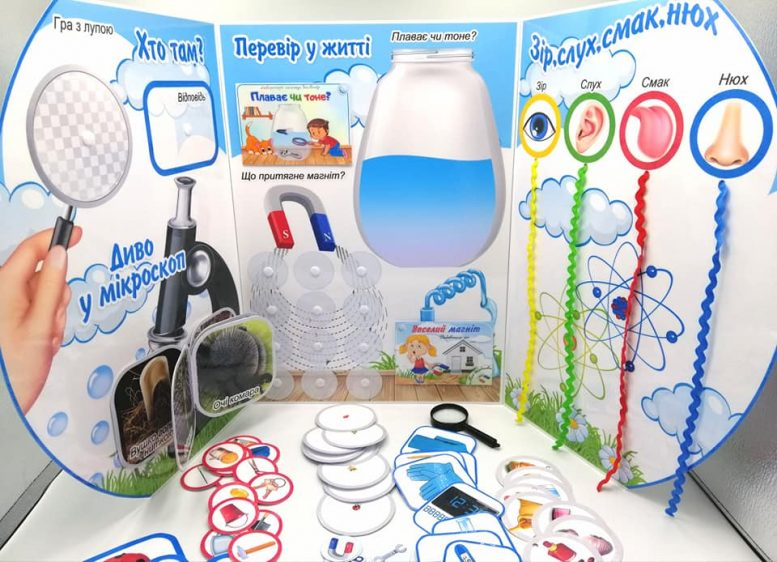

Книжка-складанка чи лепбук (англ. lap book) — багатофункціональна розкладна папка, що містить кишеньки та кріплення для різноманітного дидактичного матеріалу.

## Назва
Термін «лепбук» запозичено з англійської мови. З огляду на багатозначність слова та його використання, найточніший переклад — «книжка-складанка». Така книжка призначена для розміщення всередині матеріалів з певного етапу навчання. Вона повинна пояснити, розширити, закріпити, узагальнити  знання з теми чи групи тем. Книжка-складанка може бути створена як учителями, вихователями, так і учнями, або учнями спільно з батьками.
Англомовні педагоги часто вживають назву last lap book, що означає «книжка складанка з останньої теми».[джерело?]

## Застосування

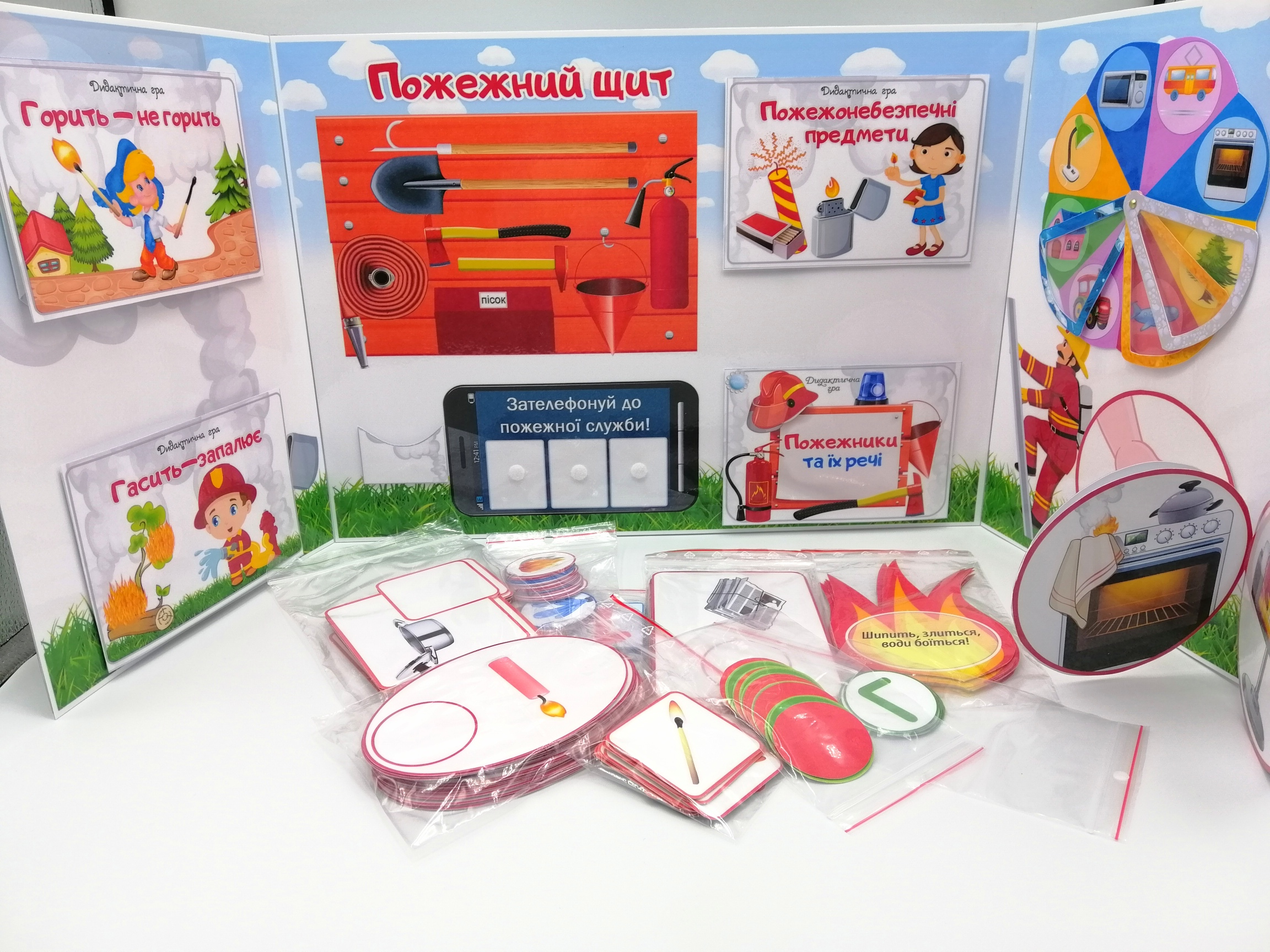

Книжка-складанка займає небагато місця під час зберігання, та розкладається як об'ємиста папка, що містить різноманітні дидактичні матеріали. Для їх розміщення слугують кишені, віконечка, папки-ширмочки, дверцята, тощо, які забезпечують вільний доступ учнів до матеріалів. Найчастіше такі книжки мають формат А3 (297×420 мм) у згорненому стані, та А2 (420×594 мм) в розгорненому.[джерело?]
Тему для книжки-складанки обирають досить вузьку для максимального її розкриття, проте поширена також практика створювати книжки на тему навчального тижня або місяця.